# アンナチュラル
『アンナチュラル』（UNNATURAL）は、2018年1月12日から3月16日までTBSテレビ系「金曜ドラマ」で放送されたテレビドラマである。主演は石原さとみ。脚本は野木亜紀子によるオリジナル作品。
2020年に放送された同枠の刑事ドラマ『MIU404』は、本作品と共通するスタッフの製作で、作品世界の設定がつながっており、本作品登場人物がゲスト出演するなどのコラボレーションが行われた。2024年公開の映画『ラストマイル』は、これらのドラマとのシェアード・ユニバース作品であると発表され、UDIラボのメンバーたちを含む主要キャストが出演する。
2022年9月26日、韓国のBIG WAVEエンターテインメントとネオストーリーが、「アンナチュラル」の韓国版リメイクドラマの制作のため、TBSと版権契約を結んだと報道された。

## あらすじ
本作は、設立して2年弱の不自然死究明研究所（英語: Unnatural Death Investigation Laboratory）＝ 通称UDIラボという架空の研究機関（公益財団法人）を舞台に展開する。UDIラボとは、日本における不自然死（アンナチュラル・デス）の8割以上が解剖されないままという先進国の中で最低水準の解剖率を改善するために設立された。国の認可を受けて死因究明に特化した調査を行うのは全国初で、警察や自治体から依頼された年間約400の遺体を解剖している。ここに勤める法医解剖医の三澄ミコトを中心に、ベテラン法医解剖医の中堂系、三澄班臨床検査技師の東海林夕子、三澄班記録員の久部六郎、所長の神倉保夫らが協力し合いつつ、毎回さまざまな「死」を扱いながら､その裏側にある謎や事件を解明していく。
各回の事件と並行して、物語では一家心中事件の生き残りであるミコトの生い立ちや、中堂の恋人・糀谷夕希子が殺害された未解決事件が連続殺人である可能性が浮かび上がる。重い過去にとらわれ時に倫理を逸脱する行動に走る中堂に対し、ミコトは問題の事件解決に協力して彼を止めようとする。やがて判明する26人もの女性を手に掛けた連続殺人犯は、殺人の証拠が存在しないことを盾に罪を逃れようとする。UDIラボの面々は組織存続を賭けてそれを追求し、最終的に勝利を収める。危機を脱したUDIラボは、大切な人を亡くしながらその後も生きる人々の未来のため、この世の「不条理な死」と戦い続けてゆく。

## 登場人物
※キャストの出典については各回クレジットロール、及び番組公式サイト参照。

### UDIラボ
三澄ミコト（みすみ みこと）〈33〉
演 - 石原さとみ（幼少期：稲垣来泉）
主人公。物語開始の4か月前からUDIラボに所属している法医解剖医であり、「三澄班」の執刀医。解剖実績は1,500件ほど。
以前は大学で法医学の准教授として内閣府のプロジェクトに関わっていた。「法医学は未来のためのもの」という意識で仕事をしている。また「生きていくこと」に強くこだわり、最大の敵は「不条理な死」としている。肉と脂っこいものを好み、朝から丼物を食すことが多い。移動棚の上には、バナナを常備している。
携帯電話としては充分に用が足りているとしてガラケーを使用していたが、第2話で、調査中の危機において有用な機能がガラケーにないために命に関わる事態に陥ってしまったことで、第3話冒頭でスマートフォンに切り替える。
元の名前は雨宮美琴で、「雨宮総合病院」院長夫妻の娘。24年前の9歳当時、母親が起こした「浦和市一家四人無理心中事件」で、ラムネと偽った睡眠薬を飲まされたが、途中で吐き出したため四人中で一人だけ生き残り、叔母の家庭である三澄家の養女となる。実の家族の事件については現在の家族以外には話しておらず、家族内では「雨宮の事件のこと」と称している。成人するまで一家心中のいきさつを知らなかったが、20歳の頃に両親の当時の不仲について現在の母の夏代に明かされたことで、「雨宮の事件のこと」は「納得していないけど整理は出来た」としている。また、「練炭のエキスパート」と評されるほど、練炭による一酸化炭素中毒に詳しく、過去の自らの事件についての論文も書いている。
『MIU404』第6話では、香坂義孝の2013年8月付けの検体者記録に、執刀医として名前が記載されている。
中堂系（なかどう けい）〈41〉
演 - 井浦新
物語開始の1年前からUDIに所属している法医解剖医であり、「中堂班」の執刀医。解剖実績は3,000件ほど。1974年9月10日生まれ、東京都出身。
以前は「日彰医科大学」の法医学教室にいた。第1話で東海林がバツイチと言っていたが、第4話でミコトに確認された際には否定している。UDIラボにやって来ると同時に引っ越してきた部屋には帰宅することがほとんどないため、生活感がなく、UDIラボで寝泊まりする際に使っている所長室に私物が増えている。
8年前、殺害された恋人である糀谷夕希子の解剖を担当したが、関係性を明かさずに解剖したことで証拠隠滅を疑われて殺人容疑で逮捕されるものの、証拠不十分で不起訴処分となった。しかし、夕希子の遺族をはじめとして、今でも中堂が犯人と思い込み、また疑っている人間も少なくない。夕希子の口内にあった「赤い金魚」のような印を他の女性遺体からも見つけたことから、彼女が連続殺人犯に殺害されたと推測し、同じ特徴を持つ遺体を見つけて犯人を特定するために全国の不自然死のデータがすべて集まるUDIラボにやって来たため、「絶対に辞めない」と決めている。第7話終盤で、単独調査の限界を理由に、ミコトに「赤い金魚」にまつわる殺人犯特定の協力依頼をする。
「クソ」や「バカ」を多用するなど言葉遣いと態度が悪いため、組んだ者は長続きせずに辞めてしまう。物語開始地点では坂本と組んでいたが、第3話にて口癖ともいえる暴言や口汚い放言の連発に精神的ダメージを受けた坂本からパワハラとして慰謝料を求められて提訴されてしまう。また、倫理観・道徳観に欠けているところがあり、第1話では平然と公文書偽造を行い、「赤い金魚」の調査のために遺族の了承なく遺体を検案し、 第5話では解剖中止により遺体を閉じるようにとの指示に対し、「（取り出し済みの）肺を戻すとは一言も言われていない」と屁理屈をこねて肺をそのまま保管して私的に調査続行した上に、巧が犯人に報復すると予測していながら止めずに情報提供し、調査に加担したミコトと共に、第6話で神倉から叱責を受けている。
最終話では、高瀬が殺人を犯したという決定的な証拠が見つからず、高瀬を殺人罪で裁くことができない可能性が濃くなっていたため、烏田と同様に橘の検死調書の改ざんをミコトに促すが、彼女が同意しないことを見越してUDIラボに退職届を置き、殺害に至ることも想定の上で宍戸を騙し、薬物を投与して証拠提出を強要する。その際、致死毒と偽って麻痺薬を注射し、宍戸の全身が麻痺し始めた頃に解毒剤と偽って毒を飲ませる。駆けつけたミコトの必死の説得により、解毒剤を渡して殺害を断念。その後、新たな証拠発見に向けた、ミコトによる夕希子の再解剖と裁判での証言を見守っている。
『MIU404』第8話では堀内伸也の解剖を担当、過去の類似した猟奇殺人事件との差異を指摘し、捜査一課の担当刑事と衝突する。ただし、ドラマでは神倉によってエピソードが語られ、電話で坂本を罵倒する声のみの出演となっている。神倉はそのエピソードを伊吹と志摩（『MIU404』の主人公）に紹介する際に、中堂について「感じが悪い、口が悪い・態度が悪いの三拍子揃った男」と評している。
久部六郎（くべ ろくろう）〈26〉
演 - 窪田正孝
三澄班の新人記録員。アルバイトとして雇われ、解剖時の写真撮影や解剖記録の整理業務を担っている。1991年11月14日生まれ。東京都西武蔵野市天谷2-1-3-303在住。
祖父が開業医、父親が「帝日大学」教授、2人の兄も医者という家族構成のもと、その三男坊として当たり前のように医者になるものとして育てられたが、中学3年時に軽い気持ちで口にした「医者にはならない」という言葉に対し、父親に「医者でなければ息子とは認めない」と返されてしまい、親子であるためには医者になることが必要とされると理解して医者を目指す意義が判らなくなり、学業への熱意を失っている。3浪して「堂明大学」の医大生となってからも、医者となる意味を見いだせないまま休学を延長し続けている。
法医学関係の知識や知見には乏しく、たびたび自身の的はずれな推理を開陳することから、東海林からは「へっぽこ（探偵）」とからかわれている。第9話では、宍戸を連続殺人犯と誤推理してしまい、橘の遺体から検出されたボツリヌス菌の情報が真犯人の高瀬に伝わったことで、高瀬を殺人で有罪にできない可能性を招いてしまったりもするが、最終話では、中堂が宍戸に飲ませた毒物が「エチレングリコール」だと推測して的中させている。
自身のブログ「ニセ医学を斬る」を目にした『週刊ジャーナル』編集部の末次により、実はUDIラボの内部事情を探るために送り込まれているが、そのことをUDIラボのメンバーは知らない。
第1話終盤で、ミコトの「一家四人無理心中事件」のことを末次から知らされ、第2話では、ミコト本人から、あくまで他人事の事件としてそのときの状況を教えられている。
『週刊ジャーナル』に記事を書くこともあったが、自分の中でUDIラボの存在が大きくなったこともあり、第8話で編集部を辞める。 最終話序盤では、過去に書いた記事などから『週刊ジャーナル』への内通を神倉に追及され、情報漏洩したことを認めて謝罪した末にUDIラボを辞職。その後、夕希子の父である和有と知り合って共にUDIラボに行った際に、ミコトと共に中堂の暴走を止めに向かうことになり、ミコトが証人として出廷した高瀬の裁判も傍聴している。
高瀬の事件が解決した後には休学中だった大学に再び通い始め、法医解剖医を目指す旨を宣言した上で、改めてアルバイトとしてUDIラボの三澄班に加わることになる。
『ラストマイル』では、東央医大の研修医になっている。
東海林夕子（しょうじ ゆうこ）〈35〉
演 - 市川実日子
三澄班の臨床検査技師。ミコトとはUDIラボ以前の監察医務院時代から面識があり、互いに気の合う同僚。
劇中、同僚との会話の中で『科捜研の女』や『相棒』など、実際に放映された既存のミステリー系のテレビドラマを引き合いに出すことがたびたびある。六郎に対しては、彼の推理が外れた時に「へっぽこ」とバカにしたり、ミコトから「秋ちゃん（ミコトの義弟）みたい」と言われたことに対して「秋ちゃんはミコトの元カレ」と嘘をついたりするなど、からかうことが多い。
合コン好きで、自らは「異性間交流会」と呼称している。月会費5万円の高級トレーニングジム「ACID SPORTS GYM」の会員であり、第6話では、同じACIDの男性会員たちの事件に巻き込まれ、一時は警視庁捜査二課に容疑者として追跡もされるが、真犯人が逮捕され疑惑が晴れる。過去に、既婚者と知らされずに5年間付き合った男性と結果的に不倫となってしまった経験を持ち、第6話の事件後には「男を見る目がない」と自覚したこともあり、「異性間交流会」への参加意欲を失っている。
坂本誠（さかもと まこと）〈50〉
演 - 飯尾和樹（ずん）
物語開始時は中堂班の臨床検査技師。
以前は大阪の監察医事務所で24年間勤務していた。ムーミン・シリーズのキャラクターが大好きで、キャラクターグッズを多数所持しており、特にムーミンのツボ押しグッズを愛用している。
中堂班に入ってから数か月の間に108回も「クソ」と言い放たれるなど、中堂の暴言によるパワーハラスメントに耐え切れなくなり、第3話では、自己都合の辞職ではなく、自身の先行きの不安から慰謝料取得の目的で中堂に対して訴訟を起こしたが、ミコトが勧める転職先の教授がムーミン好きであることで訴訟を取り下げる。
UDIラボを辞めてからも、主にミコトたちの調査で協力が必要な時などに登場しており、転職先の「明邦大学病院」まで訪ねてきたミコトと六郎に、自身が立ち会った権田原の解剖内容について、ミコトが用意してきたスノークのお嬢さんのぬいぐるみに釣られて情報提供してしまったり、ミコトに頼まれて科学捜査用ライト（ALS）を借りにきた中堂と対峙し、第3話で渡されていた誓約書を盾に中堂からの謝罪を勝ち取ったりしている。増子地区雑居ビル火災事故の焼死体の調査法解剖に当たってはヘルプとしてUDIラボに呼ばれ、自身もわざと何度も「クソ」と言ってのけるなど、中堂に対して強気に出られるようになっている。
最終話終盤では中堂班の臨床検査技師に復帰し、中堂のことは「スナフキンと思えば愛せる」としている。
『MIU404』第8話では、UDIラボを訪れた警察車両の「まるごとメロンパン」号でメロンパンを買おうとして断られている。
神倉保夫（かみくら やすお）〈55〉
演 - 松重豊
所長。元厚生労働省医政局職員で、事実ではないが東海林には天下りとからかわれている。
19歳と17歳の2人の娘がいる。塩や玉露など飲食物にこだわる傾向があるものの、メンバーに味の感想を求めても素っ気ない言葉しか返されない。UDIラボが少人数精鋭のため、お茶出し・解剖のヘルプ・東海林リクエストのかりんとうの常備などの雑用も引き受けている。中堂の過去とUDIラボに来た理由を知っていて、彼による所長室の私的利用を黙認しており、態度と言葉遣いの悪い中堂も、所長にだけは敬意をもって接している。
国立の研究所として全国展開する予定だったUDIラボ設立計画が中止になりかけた際には、個人として資金面などで尽力して、物語の舞台となる1か所だけながら開設にこぎつけており、存続させるために機を見ての宣伝や売り込みは欠かさないが、自由すぎるメンバーの行動で警察庁と厚生労働省からの補助金を切られ、存続出来なくなることを危惧しながら統率している。
厚生労働省職員時代に発生した東日本大震災にて災害担当として働いた時の経験から、UDIラボで全国の歯科カルテをデータベース化し、歯の治療痕による個人識別の統合一元化を目指していたが、国営化が中止となったため潰えている。
『MIU404』第8話では、UDIラボを訪れた伊吹と志摩（『MIU404』の主人公）に、中堂による追加調査の顛末を報告する。

### その他
※順番は登場順に基づく
木林南雲（きばやし なぐも）〈28〉
演 - 竜星涼
「フォレスト葬儀社」の社員。
常に笑顔で、普段はサングラス付きメガネをかけている。業務としてUDIラボにて遺体の搬入出をするだけでなく、「赤い金魚」の件で中堂と私的な協力関係にある様子が見られ、たびたび彼から金銭を受け取っているほか、第6話では中堂の依頼でミコトと東海林を社用車で「調布西飛行場」へ送り届け、第8話では夏代に民事訴訟案件を仲介するなど、業務外でも力を貸している。
最終話では、宍戸との対決を決意した中堂に「これから出る遺体」の搬送と火葬を頼まれるが、諾否を明確にしないまま、依頼されたことを予測したミコトに尋ねられて中堂に指定された場所を教えている。
末次康介（すえつぐ こうすけ）〈45〉
演 - 池田鉄洋
「文詠館」が発行する週刊誌『週刊ジャーナル』の編集者である。
喫煙者。ネットの駄文ライターとしてくすぶっていた六郎をスカウトし、彼が医大生であることを利用して、内部の情報を探らせるためにアルバイトとしてUDIラボに送り込んでいる。手段と内容の善悪は問わず「真実」を掲載することを信条としており、物語化することで真実を誤魔化して大衆の興味を惹き続けようとする宍戸の記事には、怒りと嫌悪感をにじませている。
第8話では六郎の退職希望を受け入れて快く送り出し、UDIラボに対する思い入れが深くなっていった彼が去ったことで心置きなくUDIラボの「不正献金疑惑」記事を掲載する気を見せていたが、警察庁などの圧力によって記事掲載を潰されている。
最終話終盤では六郎から連絡を受け、殺人幇助で逮捕された宍戸が警察に連行される現場を門松と共に撮影し、「高瀬事件の真実」を掲載する旨を笑顔で六郎に伝えている。
三澄夏代（みすみ なつよ）〈53〉
演 - 薬師丸ひろ子（特別出演）
ミコトの養母かつ実父の妹（叔母）。「坂の下法律事務所」で離婚問題・労働問題を主に扱っている弁護士。
夫は昆虫博士で長期にわたって海外遠征中である。ミコトを放任気味で育てたと思っているが、母子仲は良い。
解剖する遺体にまつわる民事案件でUDIラボに出入りすることがあり、合間に、ミコトが第1話で結婚の話があった恋人と破局したことから娘の将来を心配し、周辺の独身男性を伴侶候補として吟味して勧めにかかってミコトに注意されている。
三澄秋彦（みすみ あきひこ）〈25〉
演 - 小笠原海（超特急）
ミコトの義弟（従弟）。予備校「明陵ゼミナール」の講師。
母とふたりで実家住まいをしている。ミコトからは「秋ちゃん」と呼ばれており、姉弟仲は良い。
ミコトが「雨宮の事件のこと」などで、他人との関係において心に壁を作っていることを理解しており、姉と母の双方からの相手に対する心配事についての疑問や相談には、その都度的確な答えを返している。
宍戸理一（ししど りいち）〈43〉
演 - 北村有起哉
フリー記者。
汚い手を使ってでもネタをあぶり出すなどの性質の悪さで名を馳せており、木林からは「マスゴミ」と呼ばれている。末次に「白々しいポエム」と評されるような物語性を強調した記事を書く。
第1話では渡を加害者扱いして彼の両親を追及し、第2話では生き残った花を火葬場で待ち伏せし、第3話では検事とミコトの対決を扇情的な記事にすることを目論んで裁判を傍聴している。
第6話では、六郎に頼まれて権田原と細川について情報提供し、事件解決後、六郎の個人情報や都合の悪い過去、『週刊ジャーナル』からUDIラボに送り込まれているという情報などのリークをちらつかせて、今後の情報交換を強要する。また、ミコトが「一家四人無理心中事件」の生き残りであることも知っている。
真実を知りたいとして、中堂を夕希子殺しの犯人として決めつけたような細工をしていたが、中堂が追う殺人犯の仕業と思われる複数の事件についての記事を、様々な雑誌に複数の筆名で寄せてもいる。それらの記事を、『ピンクのカバ』の絵と共に六郎の手に渡るよう手配していたほか、UDIラボが初めに出した橘芹那の死因が間違っていることを六郎に示唆するなど、協力的とも挑発的とも見えるような不審な行動を取っていたが、既に真犯人を突き止めており、犯行についての告白までも引き出していた。
最終話では、高瀬が警察に出頭したのち、殺人を否認する彼と歩調を合わせて、高瀬が犯人とは確定できない形で『26人殺害は妄想か現実か〜容疑者 高瀬文人の告白〜』を文詠館から出版する。その内容から、殺害現場に居合わせたことがあると察した中堂に襲撃され、毒物を注射したと告げられた上で証拠提出を強要されるという駆け引きの中で、預かっていた「おさかなカラーボール」の証拠隠滅に成功したものの、毒物の解毒剤と偽られたエチレングリコールを飲んでしまい、駆けつけたミコトと六郎によって救命されている。 その後、高瀬の裁判を傍聴し、彼が26人殺しを告白した後に、大崎めぐみ殺害現場で採取された毛髪を証拠として殺人幇助罪で逮捕される。
毛利忠治（もうり ただはる）〈39〉
演 - 大倉孝二
UDIラボに解剖を依頼する「西武蔵野署」の刑事。
検死結果が他殺や事件性有りと出ることを嫌がる傾向があるが、UDIラボのメンバーの調査のために便宜を図ってくれている。常に皮肉気に眉や口元を歪めた表情をしており、ミコトや東海林に対して厭味や軽口を言うことがあるものの、権柄な態度に出ることはなく良き協力関係を築いている。
2020年にはこのドラマと同じ制作スタッフの連続ドラマ『MIU404』第3話、第9話に「西武蔵野署」の刑事として登場している。
向島進（むこうじま すすむ）〈34〉
演 - 吉田ウーロン太
「西武蔵野署」の刑事。毛利の部下で相棒。
UDIラボのメンバーに聞き取り調査をする際、彼らの「事件性を推測する話」によく乗せられてしまい、そのたびに事件になることを嫌がる毛利に突っ込まれている。
2020年には連続ドラマ『MIU404』第3話、第9話に「西武蔵野署」の刑事として毛利と共に登場する。
門松（かどまつ）
演 - 今井隆文
「文詠社」発行の『週刊ジャーナル』の記者で、末次の同僚。モジャモジャのヘアスタイルで、メガネをかけている。
第3話の「主婦ブロガー殺人事件」の裁判の勝敗について宍戸と賭けをする。
第6話で再登場し、第4話にてUDIラボの見学会に出向いた際に、宍戸の指示でオフィスに忍び込み、中堂に向けた「お前のしたことは消えない 裁きを受けろ」と記された紙をボードに貼りつけていたことが宍戸から六郎に明かされており、六郎のことはその際に見かけたために知っている。
糀谷夕希子（こうじや ゆきこ）〈33歳没〉
演 - 橋本真実
中堂の恋人。彼と同棲していた。
10年前には、客としてやってきた中堂と知り合った場所である定食屋で働きながら、「文詠館」から絵本作家として「こうじや ゆき」の名で『茶色い小鳥』を出版し、2冊目は『ピンクのカバ』を出版する予定だった。
8年前、スクラップ置場で他殺体として発見された後に身元不明遺体として「日彰医科大学」に運ばれ、当時同大学の法医学教室にいた当番医の中堂に解剖されたことが、第4話で神倉からミコトに明かされる。死因はニコチンを体内に注入されたことによる中毒死。関係者であった中堂による解剖結果は、捜査においては証拠として採用されず、再解剖の際に中堂が見つけていた口内の「赤い金魚」痕は証拠として提出されていなかった。
高校までテネシー州で育っており、殺害された後の遺体はエンバーミングされた上でテネシー州に土葬されていたことから、真犯人に繋がる証拠発見の可能性に賭けて墓から掘り起こされ、日本のUDIラボで三澄班に再解剖される。この際、8年前にはなかった新技術によって歯の裏から高瀬のDNAが採取され、高瀬有罪の決め手となる。その後は火葬され、和有と共に再びテネシー州に還ることとなる。

### ゲスト
※複数話登場人物には演者名横に（）で登場話を追記。順番はテロップに基づく。

#### 第1話
馬場路子（ばば みちこ）〈35〉
演 - 山口紗弥加
渡の婚約者で、彼の遺体の第一発見者でもある。
愛煙家。仕事が多忙だったこともあり、生前の渡と最後に会ったのは彼が出張から帰国した翌日だった。
渡と同じ会社で製品の研究開発をしており、毒劇物を扱っているため、一時は六郎に毒物による殺人疑惑を持たれてしまう。渡の死因がMERSコロナウイルス感染であったことが判明した後、帰国翌日に渡と会っていたことをミコトに話し、渡とキスなどを含む濃厚な交流をもったことが判明したが、それにも関わらず、体内には抗体もできておらずウイルス曝露が認められない状態であったため、当初疑われていた海外感染とは別の感染源が存在する可能性が浮かびあがる。
関谷聡史（せきや さとし）〈33〉
演 - 福士誠治
ミコトと3年間付き合っていた男性。
結婚を前提とした自分の両親への紹介の席に解剖のためミコトが遅刻したことをきっかけに、彼女との間に距離を感じていたこともあり、家族としてやっていける将来が見えなくなったと別れを告げる。
駕籠武（かご たけし）
演 - 村井國夫
「東央医科大学病院」院長。
数か月前から同病院で隔離されて亡くなった男性から、三澄班による解剖によってMERSコロナウイルスが検出され、渡の死因が研究室からのウイルス漏れによる院内感染であったことを突き止められる。その後、謝罪会見で実情説明をした上で責任をとって院長を辞任した。
敷島直美（しきしま なおみ）
演 - いしのようこ
由果の母。美容室を営んでいる。
由果とは疎遠で、霊安室で久々の再会を果たす。
高野島健一（たかのしま けんいち）
演 - 野添義弘
渡の父。
健康であった息子の死因が虚血性心疾患と判定されたことに納得がいかず、葬儀社の紹介でUDIラボに解剖を依頼する。
高野島響子（たかのしま きょうこ）
演 - 長野里美
渡の母。
健一による息子の解剖依頼に同席し、健康体だったと証言する。
高野島渡（たかのしま わたる）〈35〉
演 - 野村修一
出張から帰国後、2週間後に自宅で突然死した男性。
複数の病院から解剖を断られ、死後10日経ってUDIラボに運ばれる。三澄班が解剖を担当することになり、解剖で判明した腎不全から毒物曝露の線で分析が進められていたが、六郎による会社内への聞き込みや土産物の存在から出張先がウイルス流行地域のサウジアラビアであることが判明し、MERSコロナウイルス感染が死因との調査結果が出る。
当初は日本にパンデミックを持ち込んだ張本人として遺族ともどもニュースショーなどで吊るし上げの対象になるが、ミコトの疑義からの更なる調査により、実際は帰国の3日後に健康診断のために受診した大学病院での院内感染であることが判明し、駕籠の謝罪会見で、被害者であってパンデミックの原因ではないと明言され、自身と遺族に対する名誉回復が行われている。
敷島由果（しきしま ゆか）
演 - 田中こなつ
渡と組んで仕事をしていた外部のデザイン会社勤めの女性。通称「ゆかりん」。
渡が亡くなった翌日に突然死したが、喘息を患っていたため、発作による呼吸困難で亡くなったと判定され、UDIメンバーが遺族を訪ねたときには既に荼毘に付されていた。渡の死因が判明したのち、渡を経由してMERSコロナウイルスに感染したことによる呼吸器窮迫が死因と推定されている。
渡と同時期に風邪をひいたように見られていたため、渡との濃密接触により感染したと誤解され、渡の勤務先で彼と路子との三角関係を疑われてしまっていた。

#### 第2話
松倉花（まつくら はな）〈18〉
演 - 松村沙友理（乃木坂46）
ミケと共に大沼に監禁されていた家出少女。
ミケが冷凍車の中で書いて飲み込んで体内に遺したダイイング・メッセージによって監禁場所から救出される。ミケが火葬される際に、ミコトと六郎に、いつの日かミケと約束した白夜を見に行くと誓う。
ミケ
演 - 菅野莉央
本名は不詳。三澄班の解剖により、集団練炭自殺現場で発見された4人の遺体の中で1人だけ死因が違い、凍死であると判明した少女。
大沼によって花と共に監禁されていた。寝泊まりしていた漫画喫茶の階段の踊り場に飾られた白夜の写真に興味を持っており、監禁中には花に「ここを出られたら、一緒に白夜を見に行こう」と励ましていた。やがて、花とは別にされて冷凍車で凍死させられた後に集団練炭自殺現場に運び込まれ、一酸化炭素中毒による自殺と偽装された。身元不明のまま火葬され、遺骨は遺品と共にUDIラボの保管庫に保管されている。
第8話では未だに身元が判明していないことが神倉により語られている。
大沼悟（おおぬま さとる）
演 - 栄信
「ユキ」というハンドルネームのネカマとして、自殺系サイトに投稿して自殺幇助を騙り、自宅に花とミケを監禁していた男性。
のちにミケだけを冷凍車で凍死させ、集団練炭自殺現場に遺体を運び込んだ。ミケの解剖で判明した情報を元に殺害現場を突き止めたミコトと六郎を冷凍車に閉じ込め池に落として口封じしようとしたが、UDIラボメンバーによる捜索により、ミコトたちが救助されると同時に警官たちに取り押さえられ逮捕される。
小関浩二
演 - ニクまろ
自殺系サイトを運営していた男性。
「集団練炭自殺事件」が公になった後にサイトを閉鎖した。
松倉幸太
演 - 麻倉卓也
花の父。
集団練炭自殺現場に運び込まれた遺体が家出した娘かどうかを確認しにUDIラボに訪れる。
松倉智恵
演 - 森谷ふみ
花の母。
夫の幸太と一緒に集団練炭自殺現場に運び込まれた遺体が家出した娘かどうかを確認しにUDIラボに訪れるが、別人と分かるや否や夫に八つ当たりする。
雨宮祥子〈38歳没〉
演 - 細野今日子
ミコトの実母で雨宮総合病院院長夫人。
24年前に一家無理心中をはかり、ミコトに心中に使う練炭を焚くのを手伝わせた後に、ラムネと嘘をつき睡眠薬を飲ませた。

#### 第3話
烏田守（からすだ まもる）
演 - 吹越満（最終話）
「主婦ブロガー殺人事件」の担当検事。
「白いものをも黒くする」という異名を持つ。ミソジニー丸出しの人物で、ミコトに対しても偏見を持った対応をする。
上記事件の初公判の証人代理をミコトに依頼するものの、裁判中に彼女が3DCGによる解説で刺創痕の矛盾点に気づき、証拠として提出したセラミック包丁が本当の凶器でないと証言したことに憤慨する。次の裁判で弁護側の証人となったミコトを、女性であることを理由に差別的な言動で煽って感情的にさせるが、3度目の裁判でミコトの代理で弁護側の証人として法廷に立った中堂には逆に感情的にさせられてしまう。その後、中堂に「いつまでも逃げおおせると思うな」と宣告しているが、夕希子の殺害犯という疑いが晴れた後の中堂と対面したときには、真犯人の高瀬について「黒いものは黒くしてくれるんだろうな」と言われてしまう。
高瀬の連続殺人事件で担当検事として再登場する。高瀬が、橘の遺体からボツリヌス菌が検出されたことを知っていたと推測される供述をしたことで、裁判で殺害ではなく食中毒死を印象付けられてしまう恐れから、ミコトに検死鑑定書からボツリヌス菌に関する情報を除去するように指示するが、正規のミコトの鑑定書を提出した神倉に一喝され引き下がっている。夕希子の土葬遺体をアメリカから空輸する件では神倉からの依頼で外務省に根回しし、公判ではミコトと連携して高瀬を挑発しにかかり、自白を引き出している。
桜小路要一（さくらこうじ よういち）
演 - 温水洋一
上記事件の被告人で、しずくの夫。
気が弱く、フィギュア集めが趣味。無職だが、両親から引き継いだ資産で贅沢な生活が出来ている。
事件が起こった日の夜、就寝途中にトイレに行くため起きた時に倒れている血まみれのしずくを見たものの、精神安定剤を飲んでいたために意識が朦朧としており、夢の中の出来事と思って再び寝てしまい、翌朝に警察が来て逮捕されたことで現実と気付く。警察の追及でしずくからの心理的ドメスティックバイオレンスに耐えられずに殺害したと自供したが、ミコトが刺創痕の矛盾点を証言したことで一転して無罪を主張する。しかし、烏田の法廷における印象操作と夫婦関係の影響でミソジニー的見方に流され、女性であるミコトの証言を拒否したことにより、のちの裁判でその姿勢を中堂に一喝される。
亀岡文行
演 - 大谷亮介
上記事件の担当弁護士。
初公判後に要一が無罪を主張したことを受けて、ミコトに弁護側の証人を依頼する。
草野（くさの）
演 - 斎藤洋介
「東都大学」教授。40年にわたって法医学教室に携わり、15,000件ほどの解剖を行ったベテラン法医解剖医。
上記事件で、弁護側の証人に転じたミコトに代わり、検察側の証人として出廷する。
桜小路しずく（さくらこうじ しずく）
演 - 音月桂
上記事件の被害者で、要一の妻。人気主婦ブロガーで、料理レシピ本を出していた。
遺体はUDIラボで既に引退済みの人物に半年前に解剖されている。三澄班の再調査で行われた、刺創痕片を保存していたホルマリン液の元素分析から、ミコトの代理で弁護側の証人として法廷に立った中堂により、凶器が合砥で手入れされたステンレス包丁と証明される。
正木正二
演 - ひかる一平
しずくのマネージャーで、彼女の遺体の第一発見者。
刈谷亮介
演 - 清水優
しずくの弟。神田で京料理店を営んでいる。
中堂の証言後に観念して、しずくの料理レシピは全て自身のアイデアであることを理由に、彼女にレシピ本の印税の半分を要求してもめ事になり、刺殺したことを自供する。
筒井
演 - 氏家恵
坂本の担当弁護士。
北
演 - 蒲公仁
上記事件の裁判長。

#### 第4話
佐野可奈子（さの かなこ）
演 - 戸田菜穂
祐斗の妻。
祐斗をバイク事故で亡くしたことにより「坂の下法律事務所」の夏代に死因究明の相談をし、夏代の助言でUDIラボに解剖を依頼する。祐斗のバイクの任意保険が切れていた上に、祐斗が生命保険に入っていなかったことにより、今後の生活を心配する。
佐野祐斗（さの ゆうと）
演 - 坪倉由幸
製菓業「しあわせの蜂蜜ケーキ」の工場製造責任者。月140時間の残業をしていた。
原付バイクで帰宅中に意識を失って車体ごと投げ出され、救急車で搬送されたが即死状態だった。直接の死因はクモ膜下出血だが、三澄班による解剖でも過労死・事故死・病死のいずれか判別出来なかった。後に、亡くなる30日前のバイク事故で椎骨動脈の損傷を起こしていたが、業務状況から検査のための休暇が取れずに放置せざるを得なかったことでクモ膜下出血に至ったと診断され、併せて、バイク事故が社長命令による時間外労働中に起こったことで、長時間労働による過労が原因の死亡と判明する。
松永（まつなが）
演 - 春海四方
製菓業「しあわせの蜂蜜ケーキ」の工場長。
祐斗の死亡責任の所在確認のため、会社側の代表としてUDIラボに来る。
社長に口止めされ、祐斗をはじめとする工場の従業員たちが長時間労働を強いられている勤務実態を否定していたが、夏代に社内でサービス残業があったとの内部告発を報告された時に、自らも過労から倒れてしまう。入院先でミコトと課長の会話を聞いたことから考えを改め、退院後に工場の生産ラインを自ら止めて従業員たちに休暇を取るように指示し、社長に異を唱え、ミコトたちのマンホール調査に従業員たちと共に協力する。
佐野祐（さの たすく）
演 - 藤村真優
祐斗と可奈子の息子。
父の祐斗が事故死した上に、関係者が事故の責任を押し付け合い、父の働きぶりまでも否定したことなどから、父の職場を憎むようになり、「しあわせの蜂蜜ケーキ」の店のガラスに石を投げて割ってしまうが、ミコトたちのマンホール調査に参加した時に、ミコトの忠告を受けて工場長の松永に直接謝罪する。30日前の事故現場近くのマンションの監視カメラ映像をミコトたちが確認している時は、子供に見せまいとする松永と課長に止められていたが、その後、自ら希望して父の事故映像を見る。
田中
演 - 菊田大輔
事故以前に祐斗の健康診断をしていた病院側の弁護士。
祐斗の死亡責任の所在を確認するため、病院側の代表としてUDIラボに来る。
木村
演 - 阿部亮平
バイク屋の店長。
事故以前に祐斗のバイク修理を請け負っており、祐斗の死亡責任の所在を確認するため、バイク修理側としてUDIラボに来る。
祐斗の死後は彼のバイクを預かっており、30日前に事故で出来たバイクの傷跡と、自らが所持している西武蔵野市のレアマンホール・カード裏面に書かれている同市の通常マンホールの説明書が、祐斗の死因究明の大きな手がかりとなる。
社長
演 - 渋江譲二
製菓業「しあわせの蜂蜜ケーキ」のワンマン社長。
自ら通販サイトやテレビに出て、「しあわせの蜂蜜ケーキ」はサイトと直営店でしか買えないと宣伝している。以前から長時間労働について改善するよう祐斗と松永に直談判されていたが、従業員のやる気で乗り切ることを要求し、「嫌なら辞めてもかまいませんよ」と脅していた。残業についても、責任逃れのため「従業員たちが勝手にやっていること」としていたが、30日前の労働時間外に祐斗に自宅までケーキをバイクで運ばせたことが、今回のバイク死亡事故の引き金となったことが判明した後に、松永を中心とした従業員全員に労働問題についての訴訟を起こされる。
六郎が第4話の問題について『週刊ジャーナル』に書いた記事の影響もあって、 第5話では、労働問題の示談に応じる気になっていると、従業員側の代理人をしている夏代を通じてミコトがUDIラボのメンバーに明かしている。
課長
演 - 大塚ヒロタ
製菓業「しあわせの蜂蜜ケーキ」の課長。
松永が倒れて入院している時に、30日前の労働時間外に、社長が祐斗に自宅までケーキをバイクで運ばせたことを電話で夏代に伝える。
佐野百合奈〈2〉
演 - 野田あかり
祐斗と可奈子の娘で、祐の妹。

#### 第5話
鈴木巧（すずき たくみ）〈26〉
演 - 泉澤祐希
溺死した果歩の恋人。青森で果歩と同棲中で、入籍前だが同じ名字だった。1991年6月23日生まれ。
果歩が自殺をするはずはないと思い、死因究明のため、夫と偽って、葬儀場から盗み出した彼女の遺体解剖をUDIラボに依頼する。遺体の窃盗(死体領得)と死体損壊容疑で一時は西武蔵野署に勾留される。彼女の両親が訴えを取り下げたため釈放され、同時に二度と関わらないように申し渡されるが、ミコトに果歩の死因の調査続行を頼み込み、過去の類似経験から巧に共感した中堂の積極的な協力もあって、ラボ外での調査が進められることになる。
ミコトより一足先に死因を知った中堂から教えられた情報によって、果歩の死亡後にネックレスをつけていたまゆに対して、真犯人としての疑念が確信に変わり、東京での果歩の葬儀で報復としてまゆを包丁で刺し、現行犯逮捕される。
まゆ
演 - 城戸愛莉
「青森中央漁業協同組合」の職員で果歩の同僚。
巧から果歩に婚約指輪代わりにプレゼントされたネックレスを果歩に借り、もめ事になって彼女を海に落としたまま助けずに見殺しにし、彼女が自殺したと偽装するために、事件現場から離れた埠頭で果歩のふりをして足から海に飛び込んでいる。殺害の動機には、自分より幸せな果歩に対する一方的な妬みがあり、ネックレスを「自慢された」と感じていた。
巧から、自分の代わりに東京での果歩の葬儀に行くように頼まれ、果歩の両親にお悔やみの言葉を述べている時に、巧に包丁で刺される。この際に前述の事件経過と動機を自白し、再度刺されたが一命を取り留めている。
果歩の母
演 - 佐藤直子
もともと巧と果歩の仲には反対しており、娘の死亡時に巧が不在だったことで、彼に捨てられて娘が自殺したと思い込み、自宅に駆け付けた巧を罵倒して追い払う。
娘の死亡時には、遺体を傷つけたくないと解剖に強く反対して青森県警でかなりもめたため、解剖はせず死亡時画像診断による死因特定で終わらせていた。果歩の葬儀は東京で執り行おうとしたが、葬儀直前に遺体を巧に盗まれたため、遺体を取り戻してから改めて葬儀を執り行うことになる。
釣り人
演 - 五頭岳夫
若い女性が足から海に飛び込むところを目撃したと証言した老人。
現場に来た中堂に、海で釣りをしている時に話している。
鈴木果歩（すずき かほ）〈24〉
演 - 青木美香
昨年末、駆け落ち同然で東京から青森に引っ越して同棲していた巧の恋人。
巧が仕事で工事現場に泊まり込んでいる時に溺死体で発見される。巧の依頼を受けたミコトと中堂の2人体制による解剖は、遺体が窃盗された上で持ち込まれていたことが発覚したため中断されたが、中堂が故意に遺体内に戻さなかった肺や、青森の現場まで行って入手した情報や採取した海水の調査により、自殺以外の可能性が浮かぶ。死亡直後の「青森医科大学」でのCT画像の分析により、水の吸引が少ない溺死（ドライ・ドローニング）状態だったことから、顔面から冷水に落ちた衝撃で気を失う「エベック反射」による溺死が死因と判明する。

#### 第6話
岩永充（いわなが みつる）
演 - 竹財輝之助
ベンチャー企業「Gate-C」の社長。
医師免許を持っており、病院勤務を経て起業した。バイタルデータを計測するイヤーカフと腕輪型端末がセットになった健康管理のためのバイタルセンサーを開発製造し、高級トレーニングジム「ACID」の会員に提供し、自身も装着している。立花・権田原・細川とは「慶徳大学」のサークル以来の仲間で、在学時に集団強姦事件を起こしたが和解に持ち込んで無事卒業したが社会人となってからも暗号通貨詐欺で共に行動している。東海林が参加したACID主催の合コンパーティーには、権田原・立花と共に参加している。
職業を偽って自社を訪れたミコトと東海林に対して下心からジム会員の実際のバイタルデータを提供してしまい、権田原と細川のバイタルデータが共に呼吸停止寸前に心拍数が上昇していることや、中堂が細川と東海林のバイタルセンサーをX線撮影した際に細川の端末にはハイパワーのコンデンサが組み込まれていることを突き止めたことにより権田原と細川の死因は自身が改造したバイタルセンサーを遠隔操作によって電流を流して感電させて横隔膜を麻痺させることによる窒息死であることをUDIラボのメンバーに突き止められた。
権田原と細川を窒息死させ、立花も同じ手口で始末することで暗号通貨詐欺で得た4億円の独り占めを目論んでいたが、警視庁捜査二課に逮捕される。
立花圭吾（たちばな けいご）〈32〉
演 - 鈴木裕樹
「調布西飛行場」の小型飛行機のパイロット。
岩永とは大学時代から一緒に悪いことをしていた友人で、社会人となってからも暗号通貨詐欺に加担していた。ACIDの会員で、合コンパーティーには岩永たちと参加している。
権田原と細川の突然死を知らずに岩永に対して詐欺の利益の分配を迫り、その直後に家族客をセスナ機に乗せて遊覧飛行に向かう。滑走中に岩永の遠隔操作による感電のため呼吸不全となり操縦不能状態に陥ったが、離陸寸前に乗客家族の父親がブレーキを踏んで墜落を免れる。立花の危険を察して飛行場に駆け付けたミコトと六郎の心肺蘇生法によって一命を取り留める。
権田原登（ごんだわら のぼる）〈33〉
演 - 岩永洋昭
外資系の商社マン。
岩永とは大学時代から一緒に悪いことをしていた友人で、死の直前まで共に暗号通貨詐欺を行っていた。ACIDの会員で、合コンパーティーには岩永たちと参加していた。
パーティー後、東海林に薬物を盛った酒を飲ませ、意識朦朧となったところをホテルに連れ込むが、翌朝、遺体として彼女に発見される。ミコトの検案により窒息死の疑いが指摘され、毛利による捜査が始まる。警視庁の指示により明邦大学病院で司法解剖され、ミコトの検案と同じく窒息死と判明する。
細川と共謀して女性2人に睡眠薬を飲ませてホテルに連れ込み、警察に相談した2人を泣き寝入りさせていた前歴がある。
細川隆文（ほそかわ たかふみ）〈33〉
演 - 三宅克幸
外資の銀行マン。
岩永とは大学時代から一緒に悪いことをしていた友人で、社会に出てからも暗号通貨詐欺を行っていた。ACIDの会員で、紳士的で細マッチョな男性がタイプである東海林に気に入られている。
合コンパーティーに参加する気でいたが、その日の昼に路上で突然死し、翌日にUDIラボに運ばれ、調査法解剖されているその遺体を見て東海林が驚愕する。ミコトと中堂の2人体制による解剖で、権田原と同じ症状の窒息死による死亡と判明する。
小早川
演 - 中野剛
警視庁捜査二課の刑事。
暗号通貨詐欺の件で権田原と細川を水面下でマークしていたが、その矢先に2人とも死亡したため、東海林を権田原の愛人と見て、詐欺利益目当てに2人を殺害した容疑者として追跡する。

#### 第7話
白井一馬（しらい かずま）〈16〉
演 - 望月歩
「翠川高等学校」1年A組の男子生徒。「明陵ゼミナール」の受講生。2001年4月20日生まれ。
法医学に興味があると言って秋彦を通じ予備校でミコトと会う約束をしたが、後述の件があって来なかった。が、秋彦よりミコトの連絡先は受け取っていた。
約束の翌日に、ネット生中継のリンクが貼られたメールをミコト宛に送信する。中継では、加工アプリで赤いパプリカで顔を隠した「殺人者S」と名乗り、遺体となった横山を「Y」としてネットで実況中継しながら、「Yの死因は何か」という問題を中継視聴者が10万人に達するまでにミコトが解かなければ確保済みのもうひとりの人間を殺すと挑戦状を叩きつける。
遺体を映像による遠隔死亡診断で検案しながら、実況中に朗読していた『ソア橋』中の凶器を隠すトリック、そして「殺人者S」の挑戦の真意を読み取ったミコトにより、Yの死因は「法医学としての見解は『刃物による自殺』だが、個人としての見解は『いじめという名の殺人』だと思う」と解かれると、横山へのいじめと自殺を止められなかった自分を責め、いじめていた小池たちの名を明かしてから、横山が使用したナイフで自殺しようとする。しかし、ミコトや、血痕を捜索して中継場所にたどり着いた中堂に諭されて自殺を思いとどまる。
入学したばかりの頃は小池たちに弄られて道化のように扱われていたが、庇ってくれた横山がいじめの対象になってからは、今回の小池を殺人罪に陥れるための自殺トリックを、横山と2人で密かに「遊び」として計画し用意していた。しかし、ミコトとの約束に向かう直前に横山から計画決行の電話があり、止めようと現場である高校の備品倉庫に向かったが、既に横山は死亡しており、途中で見かけた小池の万引きが彼のアリバイとして成立してしまうことから、用意していたトリックを使いつつ、小池たちへの復讐とサバイバーズ・ギルトからの自殺を計画して今回の中継に及んでいる。
横山伸也（よこやま しんや）〈16〉
演 - 神尾楓珠
「翠川高等学校」1年A組の男子生徒。2001年7月23日生まれ。
遺体「Y」の正体であり、背中に3か所の傷跡を残して失血死した。ミコトが遠隔死亡診断で背中に死斑とは違う多数の打撲痕を見つけたことにより、生前に日常的に暴力を受けていたことが判明するが、これは弄られていた白井を庇ったことで小池たちのいじめの対象が自分に移ったことによるものだった。
夜に学校の備品倉庫に来るよう小池に呼び出されたことを好機と見て、彼らに殺人の罪を擦り付けるために1人でトリックによる自殺を決行するも、当の小池たちは万引きで店員に捕まってアリバイが成立していたことを知らぬまま死亡してしまったことが、ミコトの調査と白井の告白により判明する。
校長
演 - ふせえり
「翠川高等学校」校長。
教頭
演 ‐ 桜井聖
「翠川高等学校」教頭。
宮前
演 - 螢雪次朗
ミコトの通報で「翠川高等学校」にやって来た少年課の刑事。
DNA型鑑定で備品倉庫の血痕が横山のものと判明したため捜査に動き出す。
斉藤
演 - 谷田歩
「翠川高等学校」の1年A組の教師。
事なかれ主義に徹し、白井が弄られていたり、横山が小池たちにいじめを受けていたりしている状況を、仲の良い者同士の遊びの範疇として適切な対応をしていかなった。
小池颯太（こいけ そうた）〈16〉
演 - 小野寺晃良
「翠川高等学校」1年A組の男子生徒。いじめグループのリーダー。2001年7月17日生まれ。
「殺人者S」が凶器として見せたサバイバルナイフと同じものを持っていた。
横山の死亡推定時刻の自分の行動を学校側には黙秘していたが、宮前による刑事事件としての取り調べで、澤田・松本と共に書店で万引きして店員に捕まり、母親と店側の交渉によって深夜に解放されるまで同店にいたことを自白する。
遠藤苑乃（えんどう その）
演 - 森高愛
「翠川高等学校」1年A組のクラス委員の女子生徒。「明陵ゼミナール」の受講生。
横山が日頃から小池たちにいじめを受けていたという情報があったことを秋彦に伝えたが、横山へのいじめについて白井に相談された当時は、自分が学校側に知らせることを嫌がっていた。
教室でクラスの皆と中継を視聴しているときには、「殺人者S」の持っている凶器が小池の所持しているサバイバルナイフと同じであったことから、「殺人者S」は白井でも、横山を殺した犯人は小池ではないかという疑惑を小池本人にぶつけてもめ事を起こす。白井とミコトの実況ですべてが明かされていく様子を聞いて涙を流し続け、下校時には秋彦に慰められている。
澤田・松本
演 - 大地伸永・押田岳
「翠川高等学校」1年A組の男子生徒。共に小池率いるいじめグループの一員。

#### 第8話
久部俊哉（くべ としや）
演 - 伊武雅刀
六郎の父で「帝日大学」教授。高瀬の集中治療を担当している。
遺体を扱う法医学に偏見を持っており、六郎から「UDIラボで将来を考えたい」と言われた際には、了承すると同時に「二度と家の敷居をまたぐな」と宣告する。
ヤシキさん
演 - ミッキー・カーチス
自宅をごみ屋敷にしている老人。神倉の将棋の師匠。
「ヤシキさん」は神倉が呼んでいる通称のため本名は不詳だが、表札にある名前は「x田山 清」。
1年半前、ゴミの分別について夫婦喧嘩をした直後に外出した妻の美代子がそのままくも膜下出血で亡くなって以来、自宅をごみ屋敷状態で放置している。妻の死を受け入れることが嫌で、UDIラボで解剖後も保管していた妻の遺骨の受け取りをこれまで拒否していたが、神倉が将棋で自分に勝ったら受け取ると約束していた。途中六郎が加勢した神倉に将棋で負けたことにより、妻の遺骨を受け取る。
町田雅次
演 - 木場勝己
三郎の父で元消防士。十数年前に息子の三郎を勘当していた。
当初は息子の殺害を隠蔽するための放火の疑いがあると警察に聞かされ、息子の事情で9人が巻き添えを食ったと思い、遺体となった三郎に向かって罵倒していた。その後の調査で、三郎が、自分が教えた技術である救護者搬送のための「背負い搬送縛り（子豚搬送）」を使って高瀬を救助し、他の人間も救助しようとしていたと知り、涙を流す。三郎の遺体がUDIラボから搬出される際には、見送るミコトと六郎に感謝の敬礼をしている。
高瀬文人（たかせ ふみと）〈32〉
演 - 尾上寛之（第9話・最終話）
10人が犠牲になった、増子地区雑居ビル火災事故の唯一の生存者。
親の代から「高瀬不動産」を営んでおり、火災現場となった「増子第一ビル」の隣で半焼した、空き屋となった「専稜会館」を管理している。被災当時はスナックの客として「増子第一ビル」に来ていた。
救助後は帝日大学病院の集中治療室で鎮静状態に置かれていたため、しばらくは火災についての証言ができずにいた。プロジェクターからの発火による火災事故と発表された後に会話が可能な状態になり、病院内での毛利の取り調べに対し、プロジェクターの発火からカーテンに燃え移った炎が一瞬のうちに広がって出口に行けなかったと、火災原因の裏付けとなる証言をしている。UDIラボによる調査で、三郎と自分の体に残っていたロープ痕から、三郎に救出されていたことが判明している。
第9話では、橘の殺害について、当初は火事被災による入院中だったためアリバイがあったが、橘はビル火災以前に殺害されていたことが判明したため容疑者として浮かび上がることになり、中堂が8年前から追っていた「赤い金魚」に関する連続殺人事件の真犯人であることが判明する。のちの宍戸の著書には、10年前に母親が亡くなった頃から連続殺人に手を染め始めており、父親は7年前から失踪中で息子に殺されている可能性があることが記載されている。
連続殺人被害者の口内にあった「赤い金魚」は、猿轡として使用していた動物用のおもちゃ「おさかなカラーボール」の魚模様のエンボスによって口内粘膜が剥がれた炎症痕だった。殺害手段や凶器名の頭文字でアルファベットを順に埋めていくことを目的としており、夕希子は「ニコチン」（"N"icotine）、橘は「ホルマリン」（"F"ormalin）といった具合に、殺害方法が全て異なる連続殺人だった。不動産業であることを利用して、主にひとりで自店舗にやってきた若い女性を、物件内見中に襲撃していた。最後の犠牲者である大崎を「バラバラ」（"A"sunder）にしたことによって全部のアルファベットが埋まり、真相を知った中堂が自店舗に押しかけてくる前に殺害した被害者たちの証拠品を焼却し、衣服に血を付けたままの状態で「西武蔵野署」に現れ保護を求める。
最終話では、橘の死体遺棄と大崎の死体損壊については認めたものの、殺害については否認し続けている。自らの犯行を「誰にも出来ないことを成し遂げた」とアピールすることを望んでいたが、真犯人であることを突き止めていた宍戸の提案もあり、あえて妄想として世間に犯行を発表し、殺人罪で裁かれることなく伝説となろうと目論んでいた。しかし公判では、幼少時の写真や児童相談所の証言などから、母親に躾として「おさかなカラーボール」を口に押し込まれるなどの虐待を受けていた過去を烏田に明かされる。また、夕希子の遺体の再解剖によって歯の裏から検出されたDNAが高瀬のものと特定されたことをミコトに証言され、さらに母親との関係性にまつわる自身の劣等感について煽られて激昂し、被害者26人の殺害をわめき散らしながら自白する。
町田修子
演 - 松熊つる松
三郎の母。
雅次と共にUDIラボを訪れ、遺体となった息子と対面する。毎年、息子の帰りを待っていた。
町田三郎（まちだ さぶろう）〈42〉
演 - 一ノ瀬ワタル
上記火災事故で最後に身元が判明した男性。
遺体に割り振られたナンバーは9番で、身元が判明するまでは「9番さん」と呼ばれている。当初は内視鏡手術痕だと思われていた瘢痕が銃創と判明したことで、犯罪歴から身元が特定される。
直接の死因は焼死であったものの、後頭部に生活反応のある挫傷があり、胴体部にはロープ痕があったことから、解剖時は、何者かにロープで縛られ殴られたあと、殺害を隠すために放火された疑惑を持たれていた。その後の調査で、後頭部の打撲痕は火災時のバックドラフトによって手摺にぶつけたもので、ロープ痕は大切な憩いの場であったスナックや他のテナントにいた人間を救助しようと使った際にできたものと判明し、ミコトと六郎の説明によって両親の誤解が解け、勘当以来帰れなかった故郷に両親と共に還ることとなる。
結城（ゆうき）
演 - 瑛蓮
増子地区雑居ビル2階にあるスナックの女性従業員。
常連客の三郎を「さんちゃん」と呼んで親しんでいた。火災当時は店に出勤していなかったため被災せずに済み、後日、スナックでの生前の三郎について証言する。
橘芹那（たちばな せりな）〈29〉
演 - 葉月みかん（第9話・最終話回想）
火災が起きた雑居ビル隣の、空き家となっていた会館内に放置されたスーツケースの中に、遺体として詰められていた若い女性。火災事故以前に、カフェを開くための店舗を探していた際、高瀬が物件仲介をしていた。
ミコトの検案により死後2日から3日経過していると推定され、口内に「赤い金魚」型の痕が確認される。
UDIラボでの三澄班による解剖では、胃の内容物の腐敗が激しく、ボツリヌス菌が検出されたため、ボツリヌス中毒による殺害の疑いが出る。しかし、宍戸に示唆を受けた六郎による再検査の提案や、発見現場で採取された、本来は蟻酸を分泌しない種類のはずの蟻の死骸から蟻酸が見つかったことなどにより、遺体本体を再調査することになった。その結果、死因はホルマリン希釈液を点滴されたことであり、ホルマリンの腐敗防止効果を計算した上でビル火災より前に殺害されていたことが判明する。

#### 第9話
室崎匡大
演 - 大石吾朗
警察庁刑事局長。
神倉に「赤い金魚」に関する連続殺人事件の捜査協力依頼をされるが、しばらく様子をみるとの返答をしている。また、『週刊ジャーナル』にて掲載予定だったUDIラボの「不正献金疑惑」記事を権力で潰しており、神倉にUDIラボ内部の情報漏洩に対する注意を促す。
バーのマスター
演 - 柳憂怜
第6話で六郎と宍戸の2人がカウンターで飲んでいたバーのマスター。バーにはクラゲが遊泳する大きな水槽が設置されている。
宍戸のアパートの部屋に連れ込まれたと六郎に話していた大崎めぐみがその後に姿を消したことについて情報提供する。
大崎めぐみ（おおさき めぐみ）
演 - 黒沢恵梨（最終話回想）
賃貸物件の内覧中、同伴していた高瀬にスタンガンを使用され昏倒した若い女性。のちに六郎が高瀬の自宅キッチンに立ち入った際、彼女がかぶっていたグレーのブルトン（en:Breton (hat)、浅めのつばがついた帽子）を発見している。
死体は高瀬によって損壊され、酸で溶かされて消失していたため、死因の調査ができず、殺害の直接的な証拠は見つかっていない。

#### 最終話
糀谷和有（こうじや かずあり）
演 - 国広富之
中堂の恋人だった糀谷夕希子の父親。アメリカ合衆国テネシー州在住で、会社の代表取締役を務めている。
8年前の事件で娘を失った時から、中堂が犯人だと思い込んできた。
娘を殺した真犯人と目される人物が捕まったという情報と、その事件を取材していた宍戸に渡した娘の写真がセンセーショナルな記事や本に使用されていることを知って来日し、中堂に謝罪するためにUDIラボを訪れる。
テネシー州で土葬にしていた夕希子の遺体から犯人が確定できる証拠が検出されて高瀬が自白したのち、夕希子から構想を聞いていた絵本『ピンクのカバ』が、中堂と夕希子の間柄を旅になぞらえた希望のある内容であったことと、「あなたは生きてください」という言葉を中堂に伝えてアメリカに戻る。

## スタッフ
- 脚本 - 野木亜紀子
- 音楽 - 得田真裕
- 主題歌 - 米津玄師「Lemon」（ソニー・ミュージックレコーズ）[23]
- 法医学監修 - 上村公一、鵜沼香奈（東京医科歯科大学）
- 警察監修 - 石坂隆昌
- 感染医学監修 - 髙山陽子（北里大学）
- 科学監修 - 岩尾徹（東京都市大学）
- 科学捜査監修・火災取材協力 - 山崎昭（法科学鑑定研究所）
- 暗号通貨監修 - 株の学校ドットコム
- 殺陣指導 - 剣武会
- 法歯学監修 - 櫻田宏一（東京医科歯科大学）
- 医療監修 - 原義明（日本医科大学）
- 消防監修 - 永山政広
- 法律監修 - 國松崇
- 取材協力 - 北里大学医学部、海外医療情報センター
- プロデュース - 新井順子（ドリマックス）、植田博樹（TBS）
- 演出 - 塚原あゆ子（ドリマックス）、竹村謙太郎（ドリマックス）、村尾嘉昭（ドリマックス）
- 製作 - ドリマックス、 TBS

## ロケ地
- 大林組 技術研究所（東京都清瀬市下清戸）：三澄ミコトたちが働いている不自然死研究所[24]。
- 東京国立博物館 平成館（台東区上野公園）：宍戸理一が逮捕された裁判所のロビー[24]。
- ロザンジュイア広尾迎賓館（港区南麻布）：東海林夕子が訪れたACID SPORTS GYMのパーティー会場[24]。
- 恵比寿プライムスクエア（渋谷区広尾）：ミコトと夕子がビールを呑んでいた場所[24]。

## 放送日程
| 話数                                                                          | 放送日  | サブタイトル     | ラテ欄                                      | 演出       | 視聴率 |
| ----------------------------------------------------------------------------- | ------- | ---------------- | ------------------------------------------- | ---------- | ------ |
| 第1話                                                                         | 1月12日 | 名前のない毒     | 名前のない毒…連続不自然死の謎を解け         | 塚原あゆ子 | 12.7%  |
| 第2話                                                                         | 1月19日 | 死にたがりの手紙 | 一家無理心中…自殺に見せかけた事件の真相!?   | 塚原あゆ子 | 13.1%  |
| 第3話                                                                         | 1月26日 | 予定外の証人     | 無実の男を救えるか? 勝率0.01%の逆転裁判     | 竹村謙太郎 | 10.6%  |
| 第4話                                                                         | 2月02日 | 誰がために働く   | 謎の交通事故死!? ブラック企業に殺された夫!  | 塚原あゆ子 | 11.4%  |
| 第5話                                                                         | 2月09日 | 死の報復         | 盗まれたご遺体!? 亡き妻は自殺か? 他殺か?    | 塚原あゆ子 | 9.0%   |
| 第6話                                                                         | 2月16日 | 友達じゃない     | 謎のセレブパーティ連続殺人…同僚が容疑者!?   | 竹村謙太郎 | 10.1%  |
| 第7話                                                                         | 2月23日 | 殺人遊戯         | 殺人犯がネットで生中継!? 囚われた人質を救え | 村尾嘉昭   | 9.3%   |
| 第8話                                                                         | 3月02日 | 遥かなる我が家   | 謎のビル火災! 焼死体が語る最後のメッセージ  | 塚原あゆ子 | 10.5%  |
| 第9話                                                                         | 3月09日 | 敵の姿           | 連続殺人犯は近くにいた! 8年越しに掴む真実   | 竹村謙太郎 | 10.6%  |
| 最終話                                                                        | 3月16日 | 旅の終わり       | 崩壊の危機…UDIメンバー最後の戦い            | 塚原あゆ子 | 13.3%  |
| 平均視聴率 11.1% （視聴率はビデオリサーチ調べ、関東地区・世帯・リアルタイム） |         |                  |                                             |            |        |

### 再放送
TBSと一部地域では、2018年から2019年にかけての年末年始に一挙再放送された。12月31日12:00 - 16:30に第1話から第5話、1月1日14:30 - 17:30に第6話から第8話、1月2日9:00 - 11:00に第9話と最終話を放送。なおローカルセールス枠での放送のため、同時ネットしていない一部地域もTBSとは別編成で放送された。
TBSと一部地域では、2020年から2021年にかけての年末年始に一挙再放送された。2020年12月31日2:00 - 6:00（30日深夜）、2021年1月2日1:30 - 5:00（1日深夜）、1月3日0:30 - 4:00（2日深夜）。

## 評価
キャラクター造形や、脚本の無駄のない伏線や構成が高評価を得ている。

## 受賞
- ギャラクシー賞
  - 2018年3月度月間賞[32][33]
  - 第55回ギャラクシー賞テレビ部門 優秀賞（2017年4月1日 - 2018年3月31日）[34]
- 第11回コンフィデンスアワード・ドラマ賞 2018年1月期[35]
  - 作品賞
  - 主演女優賞：石原さとみ
  - 助演男優賞：井浦新
  - 脚本賞：野木亜紀子
- コンフィデンスアワード・ドラマ賞 年間大賞2018
  - 主演女優賞：石原さとみ[36]
  - 脚本賞：野木亜紀子[37]
- 第21回日刊スポーツドラマグランプリ
  - 主演女優賞：石原さとみ[38]
- 第96回ザテレビジョンドラマアカデミー賞[39]
  - 最優秀作品賞
  - 主演女優賞：石原さとみ
  - 助演男優賞：井浦新
  - ドラマソング賞：米津玄師「Lemon」
  - 脚本賞：野木亜紀子
  - 監督賞：塚原あゆ子、竹村謙太郎、村尾嘉昭
- 第44回放送文化基金賞[40][リンク切れ][41]
  - 【番組部門】テレビドラマ番組 最優秀賞
  - 【番組部門】脚本賞：野木亜紀子
- 東京ドラマアウォード2018[42]
  - 作品賞〈連続ドラマ部門〉 優秀賞
  - 個人賞
    - 主演女優賞：石原さとみ
    - 脚本賞：野木亜紀子
    - 演出賞：塚原あゆ子
    - 特別賞：制作チーム
    - 主題歌賞：米津玄師「Lemon」
- 平成30年度（第69回）芸術選奨文部科学大臣新人賞
  - 放送部門：野木亜紀子[43]
- 第7回 市川森一脚本賞
  - 野木亜紀子[44]

## 関連商品
しあわせの蜂蜜ケーキ
第4話に登場した「しあわせの蜂蜜ケーキ」が、菓子製造工場をロケ地として提供した亀印製菓から、ドラマの公式商品として2018年3月3日から発売された。ドラマはブラック企業や過労死をテーマとしたが、従業員へ負荷をかけないため数量限定生産としている。
TBS系 金曜ドラマ「アンナチュラル」オリジナル・サウンドトラック
得田真裕による劇伴を収録した本作のサウンド・トラック。2018年3月7日発売。発売前の2月21日にはメインテーマである1曲目『アンナチュラル Unnatural Death』が先行配信された。